# Paramiana perissa
Paramiana perissa là một loài bướm đêm trong họ Noctuidae.